# Cordillera de Montecillos
Cordillera de Montecillos är en bergskedja i Honduras. Den ligger i den västra delen av landet, 80 km nordväst om huvudstaden Tegucigalpa.
Cordillera de Montecillos sträcker sig 35 km i sydostlig-nordvästlig riktning. Den högsta punkten är 2 399 meter över havet.
Topografiskt ingår följande toppar i Cordillera de Montecillos:
- Cerro Brujo
- Cerro Buenas Noches
- Cerro Negro